# ×Filfia
× Filfia là một chi thực vật có hoa trong họ Cúc (Asteraceae).

## Loài
Chi × Filfia gồm các loài: